# Паламузе (волость)
Па́ламузе (ест. Palamuse vald) — волость в Естонії, адміністративна одиниця повіту Йиґевамаа.

## Географічні дані
Площа волості — 216 км2, чисельність населення на 1 січня 2015 року становила 2058 осіб.

## Населені пункти
Адміністративний центр — селище Паламузе (ест. Palamuse alevik).
На території волості розташовані 25 сіл (ест. küla):
Вайдавере (Vaidavere), Ванавялья (Vanavälja), Варбевере (Varbevere), Візусті (Visusti), Егавере (Ehavere), Ееріквере (Eerikvere), Енккюла (Änkküla), Імуквере (Imukvere), Каарепере (Kaarepere), Кайавере (Kaiavere), Кассівере (Kassivere), Ківімяе (Kivimäe), Кудіна (Kudina), Лууа (Luua), Муллавере (Mullavere), Нава (Nava), Пікк'ярве (Pikkjärve), Праакліма (Praaklima), Раадівере (Raadivere), Рагівере (Rahivere), Ронівере (Ronivere), Судісте (Sudiste), Сювалепа (Süvalepa), Тоовере (Toovere), Ярвепера (Järvepera).

## Персоналії
- Йоханнес Соодла - офіцер Естонської армії під час війни за незалежність, командир організації Омакайтсе, один із командирів 20-ї гренадерської дивізії СС (1-ша естонська).